# Great Denham
Great Denham är en civil parish i Storbritannien.   Den ligger i kommunen Borough of Bedford i  riksdelen England, i den södra delen av landet, 70 km norr om huvudstaden London.